# Macrobrachium lar
Espèce
Statut de conservation UICN

 LC  : Préoccupation mineure
La crevette de verre (Macrobrachium lar) est une espèce de petites crevettes de rivière.